# コモンシティ星田
コモンシティ星田（コモンシティほしだ）は、大阪府交野市の西日本旅客鉄道（JR西日本）学研都市線の星田駅周辺の住宅地のことである。「コモンシティ星田」という名称は、愛称として決められたものであるが、街の名前としても使われている。

## 概要
事業計画は、標高50m～140mの丘陵地（元ゴルフ場）に、開発規模25.6ha、戸数約840戸（独立住宅約340戸、集合住宅約500戸）、人口3,500人の団地を開発するというもの。1987年に開催された「国際居住年」を記念し、大阪府主催の都市整備計画「星田アーバンリビング計画」の一環として整備された。「提案競技によるまちづくり事業」という開発手法をもとに、大阪府初のコンペティション（星田アーバンリビング・デザインコンペティション）が行われ、大阪府住宅供給公社と積水ハウスにより、開発が進められた。開発には、坂本一成、山下和正、宮脇檀、木村博昭、鈴木昌道ら、又はその研究室が参加した。2004年現在、開発はほぼ終了している。

## 交通アクセス
- JR星田駅/京阪寝屋川市駅から京阪バス（45・51号経路「コモンシティ星田」行）を利用し、8分程度。
- JR寝屋川公園駅から徒歩で15分。

## 特徴
- 自然の景観を守るため電柱の地下埋設化。
- 丘陵地にあるため、景観が良い。
- 自然が多く空気が綺麗。
- 平地より上にあるので平地に比べ気温が低く涼しい。

## 立地施設
- ふれあいプラザ

コモンシティ星田の中央に位置する商業施設。FRESCOや銀行のATMなどが入居している。以前は、積水ハウスの営業所も置かれていた。
- 交野市立星田西体育施設

小規模な体育施設と会議室がある。住民の集会場としても利用される。
- コモンシティ星田ふれあいクラブ:2002年に開業したスポーツクラブ。

## 受賞一覧
- 1992年 － 建築家坂本一成がコモンシティ星田で第5回村野藤吾賞を受賞。
- 1994年 － コモンシティ星田内の集合住宅（ヴェルデコート）が第5回みどりの景観賞優秀賞を受賞。
- 1996年 － コモンシティ星田が平成8年度（第6回）都市景観大賞を受賞（受賞者は交野市、大阪府住宅供給公社、積水ハウスの3者）。
- 2005年 － コモンシティ星田HUL-1地区建築協定運営委員会およびコモンシティ星田HUL-1地区街並み保全委員会が第1回住まいのまちなみコンクール国土交通大臣賞を受賞。HUL-1地区とは、星田西3丁目地区のこと。

座標: 北緯34度45分20秒 東経135度39分40秒 / 北緯34.75556度 東経135.66111度